# Florin Gheorghiu
Florin Gheorghiu (* 6. April 1944 in Bukarest) ist ein rumänischer Schachspieler.

## Leben
Bereits als 13-Jähriger gewann Gheorghiu die rumänische Jugendmeisterschaft, drei Jahre später, 1960, gewann er die Landesmeisterschaft der Erwachsenen. Insgesamt neunmal (1960, 1962, 1964–1967, 1973, 1977 und 1987) gelang ihm der Sieg bei der Landesmeisterschaft und er war bis in den Anfang der 1990er Jahre der führende Spieler Rumäniens. 1963 wurde er in Vrnjačka Banja als erster Rumäne Juniorenweltmeister. Die FIDE verlieh ihm im gleichen Jahr den Titel Internationaler Meister, 1965 den Titel Großmeister.
Nach zwei erfolglosen Anläufen im Zonenturnier (jeweils ein 4. Platz in Vrnjačka Banja 1967 und Athen 1969) gelangen ihm vier Qualifikationen (2. Platz in Helsinki 1972, 1.–2. Platz in Wraza 1975, 2.–5 in Warschau 1979 und 1.–2. Platz in Budapest 1982) zur nächsten Etappe in der WM-Ausscheidung: Er spielte in den Interzonenturnieren Petrópolis 1973 (14.), in Manila 1976 (10.–13.), in Riga 1979 (5.–6.) und in Moskau 1982 (12.).
Weitere Turniererfolge:
- Hastings 1964/65: 2./3. Platz mit Gligorić hinter Paul Keres
- Belgrad 1965: 1./2. Platz mit Matulovic
- Bukarest 1966: 2. Platz hinter Kortschnoi
- Hastings 1967/68: 1.–4. Platz mit Hort und Stein
- Orense 1973: 1. Platz
- Manila 1974: 4./5. Platz
- Torremolinos 1974: 1./2. Platz mit Torre
- Novi Sad 1979: 1. Platz
- Biel 1982: 1./2. Platz mit Nunn

Er gewann das US-Open dreimal in Folge: 1979, 1980 (zusammen mit John Fedorowicz) und 1981 (mit Larry Christiansen).
In seinem Heimatland war er sehr populär: Ein 1978 erschienenes Buch Secretele marilor maeștri von Constantin Ștefaniu stellt ihn auf eine Stufe mit Bobby Fischer und Anatoli Jewgenjewitsch Karpow. Eine Sammlung seiner besten Partien veröffentlichte Gheorghiu 1980 unter dem Titel Partide alese.
Gheorghiu gilt außerdem neben Ulf Andersson und Mihai Șubă als Pionier und Kenner der Igelstellung.
Seine beste historische Elo-Zahl vor Einführung der Elo-Zahl lag bei 2661 im Juni und Juli 1968.

## Mannschaftsschach

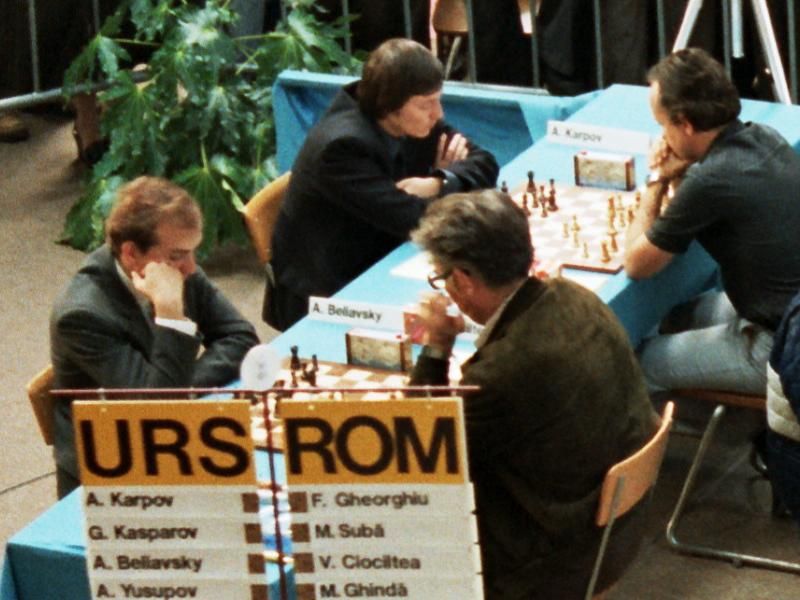
Alexander Beliavsky, Anatoli Karpow, Victor Ciocâltea und Florin Gheorghiu, Schacholympiade 1982 in Luzern

Gheorghiu vertrat sein Land zwischen 1962 und 1990 vierzehnmal an Schacholympiaden, davon zehnmal am ersten Brett, außerdem nahm er an der Mannschaftsweltmeisterschaft 1985 sowie an fünf Mannschaftseuropameisterschaften zwischen 1965 und 1992 teil.
Sein Verein in Rumänien ist CS Progresul Bukarest. In der Schweiz spielte er bis 2000 bei der Schachgesellschaft Schwarz-Weiss Bern, danach bis 2002 in der Nationalliga A bei den Schachfreunden Reichenstein, in der Bundesliga 2001 beim SK Aarau, 2002 und 2003 bei Niederrohrdorf, mit dem er 2002 die Schweizer Gruppenmeisterschaft gewann. Seit 2015 spielt er mit dem Echallens Chess Club in der Nationalliga A. Am European Club Cup nahm er 1986 und 1990 mit IT Bukarest teil.